# Верхня Золотиця
Верхня Золотиця (рос. Верхняя Золотица) — присілок в Приморському районі Архангельської області Російської Федерації.
Населення становить 148 осіб. Входить до складу муніципального утворення Талазьке поселення.

## Історія
Від 2004 року входить до складу муніципального утворення Талазьке поселення.

## Населення
| 2002 | 2009 | 2010 | 2012 |
| ---- | ---- | ---- | ---- |
| 212  | ↗214 | ↘139 | ↗148 |